# Collin megye
Collin megye az Amerikai Egyesült Államokban, azon belül Texas államban található. Megyeszékhelye McKinney, legnagyobb városa Plano. Lakosainak száma 1 064 465 fő (2020. április 1.).

## Szomszédos megyék
- Grayson megye (észak)
- Fannin megye (északkelet)
- Hunt megye (kelet)
- Rockwall megye (délkelet)
- Dallas megye (dél)
- Denton megye (nyugat)

## Népesség
A megye népességének változása:
| Lakosok száma | 788 416 | 812 879 | 834 674 | 854 778 | 914 127 | 1 064 465 |
|               | 2010    | 2011    | 2012    | 2013    | 2015    | 2020      |